# Poul Gernes

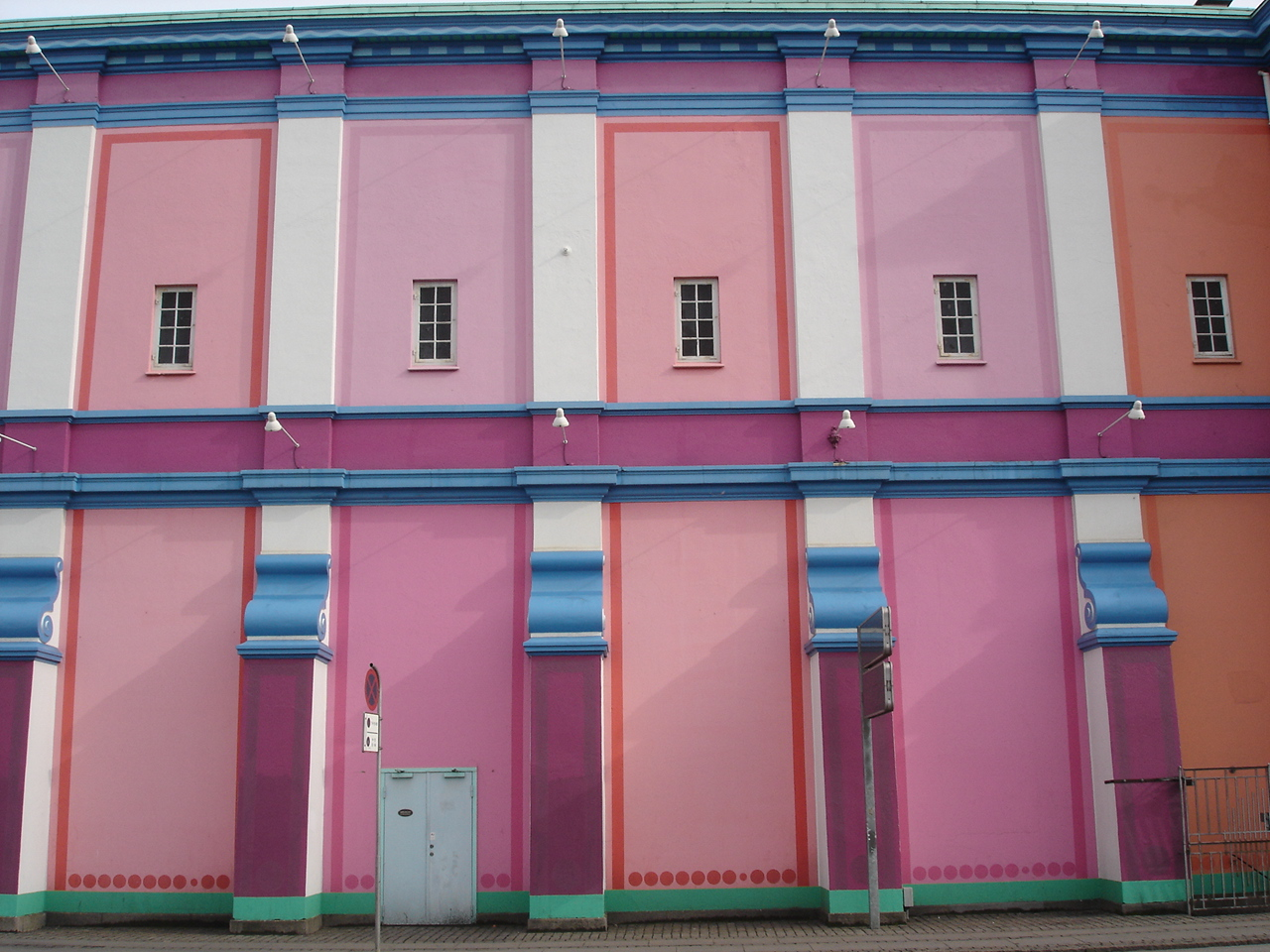
Palatsbiografen i Köpenhamn är utsmyckad av Poul Gernes

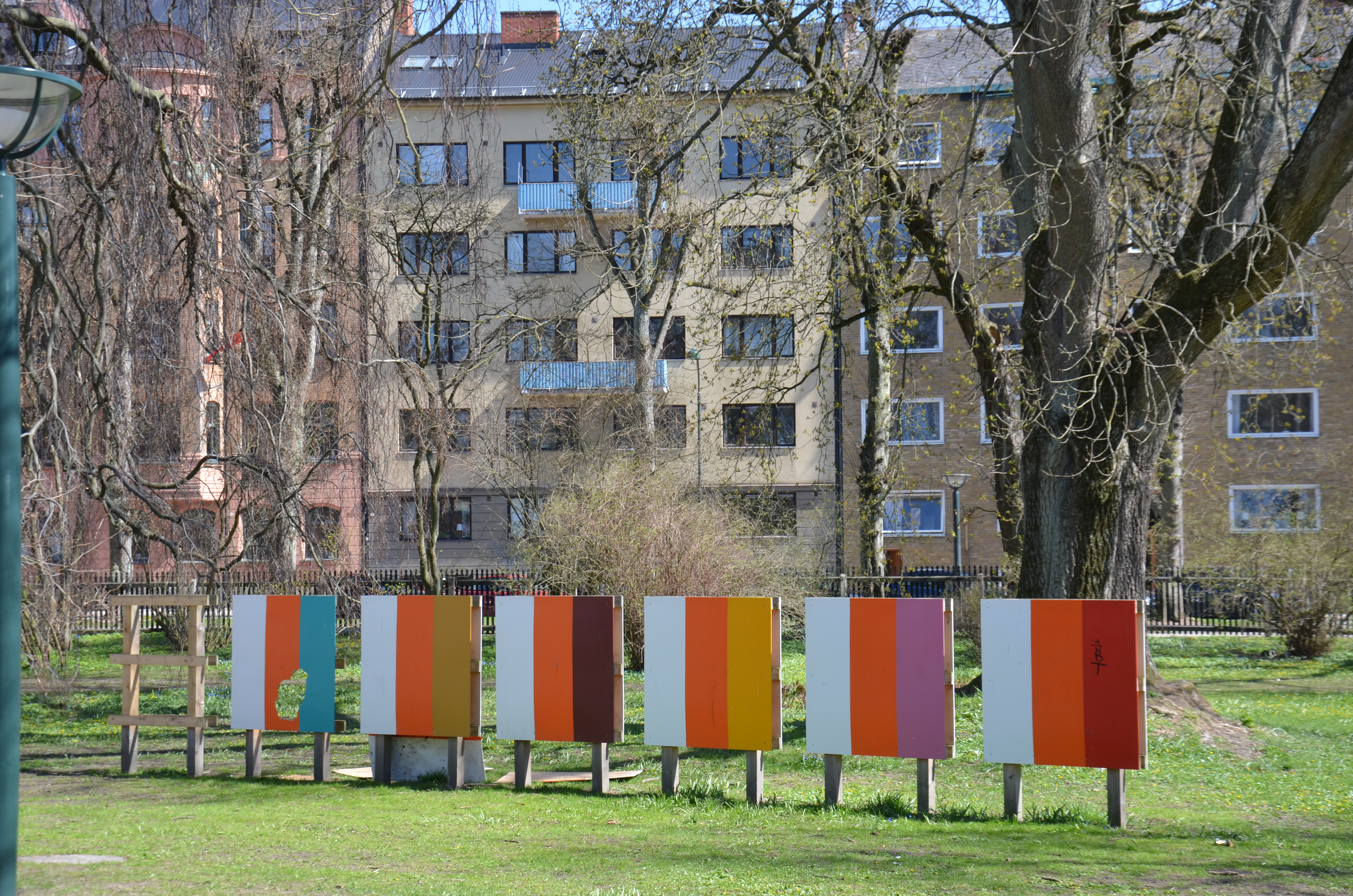
Utan titel, Observatorieparken i Lund

Poul Gernes, född 19 mars 1925 i Frederiksberg i Danmark, död 22 mars 1996, var en dansk målare, grafiker och skulptör.
Poul Gernes utbildade sig från 1943 i grafik och hade sin första utställning 1949 på Kunstnernes Efterårsudstilling. Under 1950-talet arbetade han med bland annat prototyper till möbler och lampor. Omkring 1960 tog han upp målning och hade en separatutställning på Galleri Hybler i Köpenhamn. benhavn. År 1961 grundade han tillsammans med konsthistorikern Troels Andersen Den Eksperimenterende Kunstskole, också känd som Eks-skolen.
Poul Gernes fick Eckersbergmedaljen 1978.

## Offentliga verk i urval
- Köpenhamns länssjukhus i Herlev, 1970–1976
- Utsmyckning av tapphallen i Carlsbergs Bryggerier, 1977–
- Palads Teatret i Köpenhamn, 1988

Poul Gernes finns representerad vid bland annat Moderna Museet och Arkivet för dekorativ konst.